# Криушинский судостроительно-судоремонтный завод
ОАО «Криушинский судостроительно-судоремонтный завод» (Криушинский ССРЗ) — советское и российское предприятие в области судоремонта и строительства судов. Расположено в селе Криуши Ульяновской области.

## История

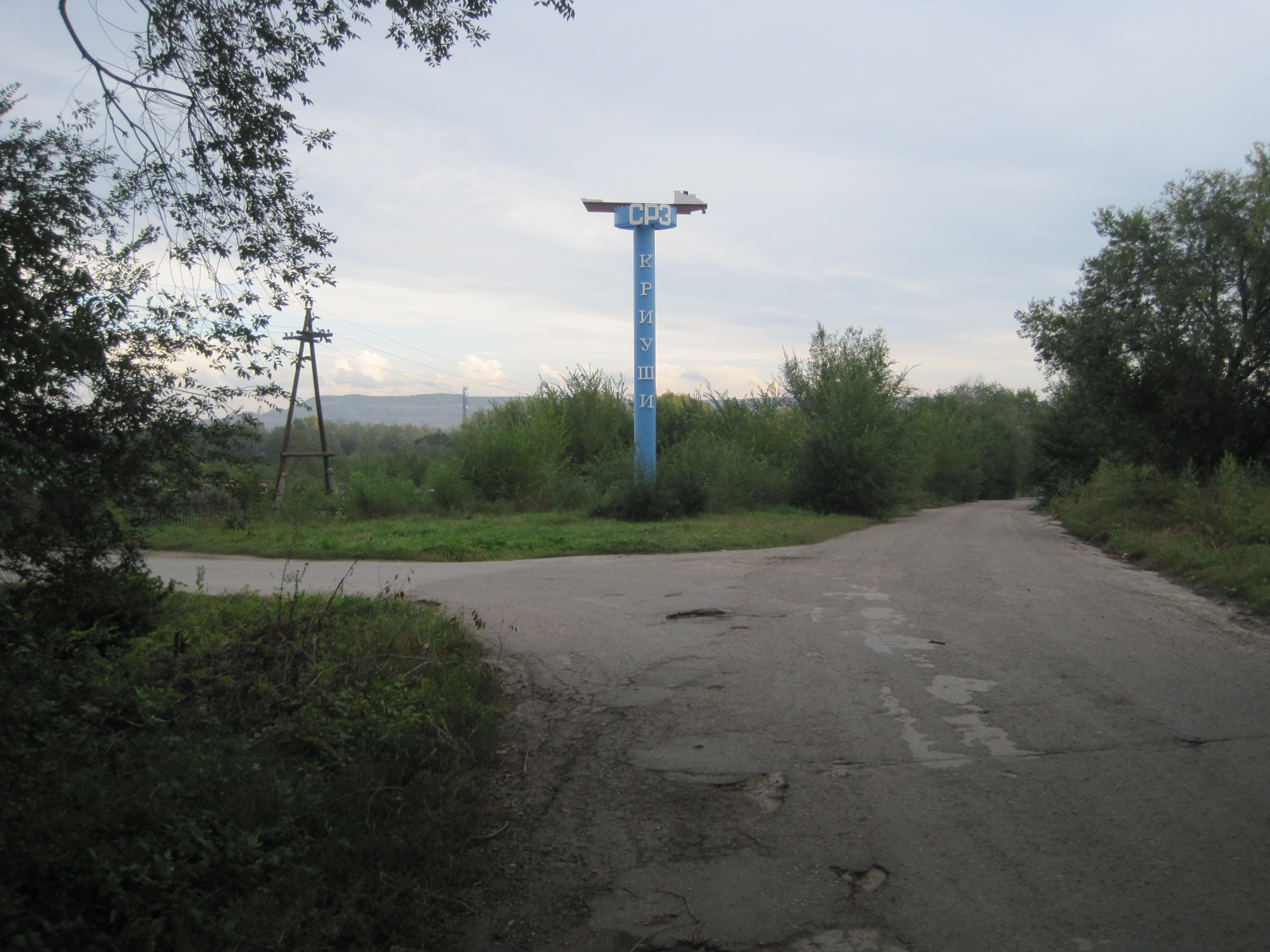
Придорожный указатель Криушинского ССРЗ

Ещё с конца XVIII века в селе Криуши существовал затон для постройки барж. В 1843 г. «Общество пароходства по Волге» организовало в с. Криуши зимний отстой и ремонт судов. В 1865 году на берегу затона уже начали работу 2 паровые машины для лесопильных и слесарно-токарных работ. Данное предприятие просуществовало до 1888 года.
После событий 1917 года в пределах села приступили к устройству судов для революционной флотилии. Спустя несколько месяцев у затона произошло сражение противоборствующих сторон. В конце боя кораблям белогвардейской армии пришлось отступить.
После создания в 1957 году Куйбышевского водохранилища действующее судоремонтное предприятие перенесли на новое место.
Современная история завода начинается в 1975 году, когда Министерством речного флота РСФСР был создан судоремонтный завод. Он входил в состав Волжского объединения речного пароходства Министерства речного флота РСФСР. Криушинский затон являлся местом зимовки многих судов Волжского речного пароходства.
С 1986 года в Криушах началось строительство практически нового завода, в эксплуатацию он был введён в 1987 году.
В 1993 году в результате приватизации образовалось АООТ «Криушинский судоремонтный завод».
С 1 июля 2003 года завод был преобразован в ОАО «Криушинский ССРЗ».

## Структура производства
- Судостроительный цех
- Цех № 2 — механический цех по станочной обработке металла
- Слип типа Г-300 — судоподъёмное сооружение. Может поднимать суда длиной до 120 метров и весом до 2000 тонн[6]
- Плавучий док
- Транспортный участок — состоит из автомашин, тракторов, подъёмных кранов[7]

## Продукция
Завод может строить суда грузоподъёмностью до 4 тыс. тонн и длиной до 120 метров. Кроме основного производства (судостроение и судоремонт) предприятие может выпускать различные сварные и разборные металлоконструкции, высоковольтные опоры, осветительные и ретрансляционные вышки, ёмкости разного объёма, гнутый профиль, производить деревообработку, изготавливать железобетонные изделия.
Доля судоремонта в общем объеме производства занимает более 90 %. В 2005—2006 годах в межнавигационный период отремонтировано 21 судно с заменой 1,5 тыс. тонн металлоконструкций; в 2006-2007 годах отремонтировано 18 судов с заменой более 2 тыс. тонн металлоконструкций. в 2007—2008 годах поставлено на ремонт 18 судов.В 2011 не было отремонтировано ни одного судна, а предприятие занималось преимущественно выработкой электроэнергии, было продано непроизводственных активов на сумму 88 тыс.руб.
Для ОАО «Межрегионтрубопроводстрой» в 2004—2006 годах были изготовлены две модульные морские трубоукладочные платформы (одна из них — на закольных сваях 30-метровой высоты), общим весом более 2 тыс. тонн, работающих на шельфе Северного Ледовитого океана.
В ноябре 2006 года был подписан контракт с голландской фирмой «Ruyven v.o.f.» на строительство в 2006—2008 гг. 4-х несамоходных барж-контейнеровозов типа «река-море» проекта 2006 и в ноябре 2007 года 1 судно было спущено на воду.

## Акционеры
Акционерами завода являются Объединённая судостроительная корпорация (25,5 % акций), Низамов Расых Равилович (Ульяновск, 15,11 %), генеральный директор Исмагилов Наиль Анасович (0,34 %) и другие. Начиная с 2009 года дивиденды не выплачиваются, а вся прибыль идет на покрытие убытков прошлых лет.